# Kinematische-Elemente-Methode
Die Kinematische-Elemente-Methode (KEM) oder Methode der kinematischen Elemente ist ein neues Berechnungsverfahren für geotechnische Stabilitätsprobleme. Es dient der Berechnung von Festkörpern im Bruchzustand. Deswegen ist auch der Begriff "Starrkörper-Bruchmethode" geläufig.
Die Methode wird zum Beispiel bei Böschungsbruch-Untersuchungen alternativ zum Gleitkreisverfahren nach DIN 4084 oder bei Grundbruchnachweisen angewandt. Die Gleitkreismethode ist oftmals ungenau, wenn der tatsächliche Bruchkörper (bzw. Versagensmechanismus) keine kreisförmige Gleitfläche ausbildet. Das kommt oft vor, wenn die Lasten, geometrische Randbedingungen oder Gleitschichten eine Bruchform erzwingen, die von der theoretischen Form abweicht, die dem Verfahren zugrunde liegt. Mit der Kinematische-Elemente-Methode können viel allgemeinere Bruchmechanismen modelliert werden.
Das zu berechnende Festkörperkontinuum, zum Beispiel eine Böschung, wird in mehrere Bruchkörper eingeteilt (üblich sind drei bis fünf oder manchmal mehr). Es werden sodann die elastischen Eigenschaften der Bruchkörper, die Gleichgewichtsbedingungen und die kinematischen Verschiebungs- und Bewegungsmöglichkeiten der Bruchkörper formuliert. Der vorhandene Sicherheitsfaktor gegenüber Bruchversagen wird berechnet. Die Form der Bruchkörper wird variiert, solange bis ein minimaler Sicherheitsfaktor gefunden ist. Dieser gibt dann die vorhandene Sicherheit an.
Die manchmal verwendete Bezeichnung "Kinematische Element Methode" ist ein Anglizismus, der von dem englischen Ausdruck "Kinematical Element Analysis (KEA)" herrührt.